# Aurora Teagarden
Aurora Teagarden (Aurora Teagarden Mystery) est une série de livres qui a été adaptée en une série de téléfilms américains diffusée depuis le 4 avril 2015 sur Hallmark Mystery (en).
Aurora Teagarden est le personnage principal fictif de ces séries de livres et téléfilms. 
Les livres écrits par Charlaine Harris et traduit par Anne Muller ont été publiés aux éditions J'ai Lu.
En France, la série est diffusée depuis le 19 juin 2015 sur M6, puis rediffusée sur W9, 13e rue et Amazon Prime Video.

## Synopsis
Aurora Teagarden, bibliothécaire et membre du club littéraire des amateurs de meurtres, est confrontée à différents crimes.

## Livres
| Tome | Titre français                        | Titre original                             |
| ---- | ------------------------------------- | ------------------------------------------ |
| 1    | Le club des amateurs de meurtres      | Real Murders (1990)                        |
| 2    | Un crime en héritage                  | A Bone to Pick (1992)                      |
| 3    | À vendre : trois chambres, un cadavre | Three Bedrooms, One Corpse (1994)          |
| 4    | La maison des Julius                  | The Julius House (1995)                    |
| 5    | La mort en talons aiguilles           | Dead over Heels (1996)                     |
| 6    | Crime et baby-sitting                 | "Deeply Dead" in Murder, They Wrote (1997) |

## Téléfilms

### Distribution
- Candace Cameron Bure (VQ : Mélanie Laberge) : Aurora Teagarden (épisodes 1 à 18)
- Marilu Henner (VQ : Claudine Chatel) : Aida Teagarden
- Lexa Doig (VQ : Camille Cyr-Desmarais) : Sally Allison
- Peter Benson (VQ : Frédéric Desager) : Arthur Smith
- Miranda Frigon (VQ : Pascale Montreuil) : Lynn Liggett
- Ellie Harvie (VQ : Marika Lhoumeau) : Lillian Tibbett
- Catherine Lough Haggquist (VQ : Julie Burroughs) : Terry Sternholtz
- Bruce Dawson (VQ : Jean-Luc Montminy) : John Queensland (épisodes 1 à 6)
- Yannick Bisson (VQ : Jean-Philippe Puymartin) : Martin Bartell (épisodes 3 à 7)
- Niall Matter (VQ : Hugolin Chevrette-Landesque) : Nick Miller (depuis l'épisode 9)

### Épisodes
| N° | Titre français                       | Titre original                  |
| -- | ------------------------------------ | ------------------------------- |
| 1  | Un Crime en héritage                 | A Bone to Pick                  |
| 2  | Le Club des amateurs de meurtres     | Real Murders                    |
| 3  | À Vendre: trois chambres, un cadavre | Three Bedrooms, One Corpse      |
| 4  | La Maison des disparus               | The Julius House                |
| 5  | Affaire secrète                      | Dead Over Heels                 |
| 6  | Un Bébé sur les bras                 | A Bundle of Trouble             |
| 7  | Meurtre au cinéma                    | Last Scene Alive                |
| 8  | Meurtre cousu-main                   | Reap What You Sew               |
| 9  | Cache-cache mortel                   | The Disappearing Game           |
| 10 | Mystères en série                    | A Game of Cat and Mouse         |
| 11 | Un héritage mortel                   | An Inheritance to Die For       |
| 12 | Drame en coulisse                    | A Very Foul Play                |
| 13 | Le bijou de la reine                 | Heist and Seek                  |
| 14 | Quand le passé vous rattrape         | Reunited and It Feels So Deadly |
| 15 | Tel est pris qui croyait prendre     | How to Con a Con                |
| 16 | Les secrets oubliés                  | Til Death Do Us Part            |
| 17 | Meurtre au bord du lac               | Honeymoon, Honey Murder         |
| 18 | Un frisson dans la nuit              | Haunted by Murder               |
| 19 | Nouveau départ                       | Something new                   |
| 20 | Initiation au crime                  | A Lesson in Murder              |
| 21 | Meurtre en cuisine                   | Death at the Diner              |